# Liste des instruments Steinway « CD »
Pour un article plus général, voir Steinway modèle D.
La liste des instruments Steinway « CD » regroupe les pianos à queue Steinway & Sons modèle D jugés par l'atelier de la marque comme étant les exemplaires de meilleure qualité. Ils sont réservés aux concerts et aux pianistes les plus célèbres.

## Appellation «CD»
Afin de disposer des pianos de qualité supérieure pour les concerts et les pianistes célèbres, l'atelier Steinway & Sons sélectionne les modèles D présentant les meilleures qualités sonores. Ces exemplaires sont annotés et identifiés par un code particulier commençant par « CD ». Ce code est différent du numéro de série de l'instrument.

## Pianos Steinway «CD»
| Code du piano | Surnom du piano | Année de fabrication | Pianistes célèbres ayant utilisé le piano | État de conservation                           | Facteurs ou accordeurs notables responsables du piano | Propriétaires notables                                                                                       |
| ------------- | --------------- | -------------------- | ----------------------------------------- | ---------------------------------------------- | ----------------------------------------------------- | --- |
| CD-15         |                 |                      | Sergueï Rachmaninov                       |                                                | William Hupfer                                        | |
| CD-90         |                 |                      | Glenn Gould                               |                                                |                                                       | |
| CD-174        |                 |                      | Glenn Gould                               | Irrémédiablement endommagé lors d'un transport | Verne Edquist                                         | |
| CD-199        | « Old 199 »     |                      | Gary Graffman ; Eugene Istomin            |                                                |                                                       | |
| CD-205        |                 |                      | Glenn Gould                               |                                                |                                                       | |
| CD-283        |                 |                      | Gary Graffman                             |                                                |                                                       | |
| CD-318        |                 | 1930                 | Glenn Gould                               | Endommagé lors d'un transport et réparé        | Verne Edquist ; Franz Mohr                            | CBC (Société Radio Canada) ; Glenn Gould ; Bibliothèque et aux Archives du Canada ; Centre national des Arts |
| CD-383        |                 | 1986                 | Eugene Istomin                            |                                                |                                                       | |
| CD-503        |                 |                      | Vladimir Horowitz                         |                                                | Franz Mohr                                            | |